# 17993 Клюзінг
17993 Клюзінг (17993 Kluesing) — астероїд головного поясу, відкритий 12 травня 1999 року.
Тіссеранів параметр щодо Юпітера — 3,576.